# Java Agent DEvelopment framework
Java Agent DEvelopment framework, w skrócie JADE – napisany w język Java framework wspomagający budowę systemów wieloagentowych. Jednym słowem framework ten pozwala konstruować oraz administrować agentów zgodnych z Foundation for Intelligent Physical Agents. JADE jest dostępne na licencji GNU Lesser General Public License i jest aktywnie rozwijane przez Telecom Italia Lab oraz społeczność WiOO.